# Sulsula pauper
Sulsula pauper är en spindelart som först beskrevs av O. Pickard-Cambridge 1876.  Sulsula pauper ingår i släktet Sulsula och familjen dansspindlar. Inga underarter finns listade i Catalogue of Life.